# Автошлях Т 2507
Автошля́х Т 2507 — автомобільний шлях територіального значення у Чернігівській області. Пролягає територією Ріпкинського району через Добрянку — Нові Яриловичі. Загальна довжина — 13,3 км.

## Маршрут
Автошлях проходить через такі населені пункти:
| Автошлях Т 2507      |        |
| Чернігівська область |        |
| Ріпкинський район    |        |
| Добрянка             |        |
| Гута-Ткачова         |        |
| Нові Яриловичі       | E95М01 |